# Pseudocometes bicoloripes
Pseudocometes bicoloripes là một loài bọ cánh cứng trong họ Cerambycidae.